# نرم‌افزارهای مشارکت‌گرا

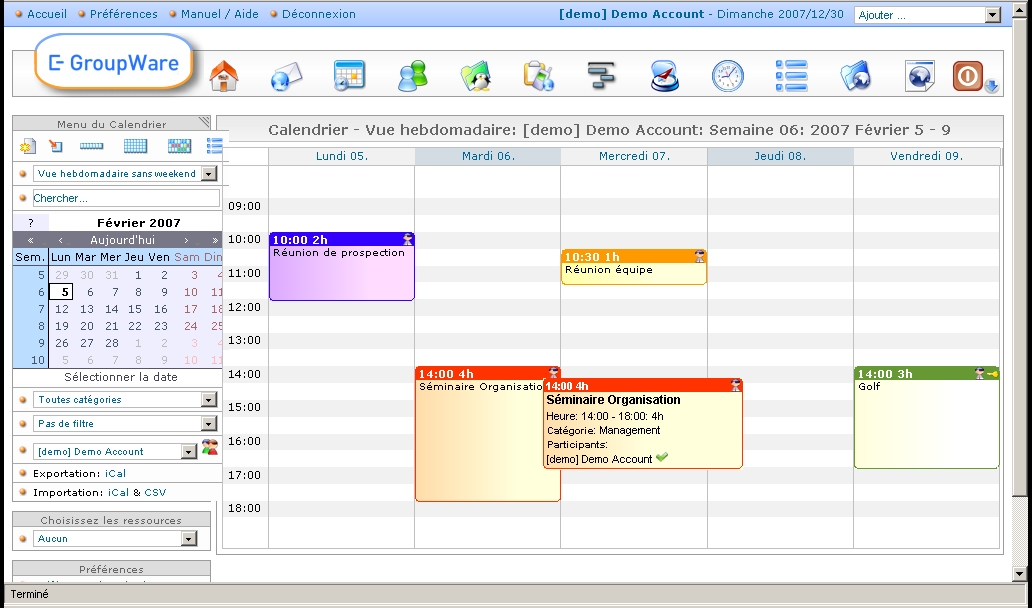
تصویری از یک نرم افزار مشارکت گرا

نرم‌افزارهای مشارکت‌گرا (Collaborative software) یا گروه‌افزار (Groupware) یا ابزار گروهی، نرم‌افزارهایی هستند که امکان انجام کارهای گروهی در یک زمینه ویژه یا زمینه‌های گوناگون را می‌دهند.